# Depastromorpha
Depastromorpha is een monotypsich geslacht van neteldieren uit de familie van de Haliclystidae. 

## Soort
- Depastromorpha africana Carlgren, 1935